# Qadesh
Qadesh (även transkriberad Qetesh eller Kadesh, ugaritiska: 𐎖𐎄𐎌 (qdš)) är namnet på en gudinna dyrkad i syrisk-fenicisk religion.
Hennes namn betyder helig, och är även namnet på den stad, Kadesh, som hon var skyddsgudinna för. Under den klassisk-hellenistiska antiken betraktades hon som dotter till Astarte, och identifierades av grekerna med Afrodite eller Eros. Hon kan emellertid från början ha tillkommit, genom att ett epitet, som ofta tillskrivs modergudinnan Ashera, med tiden kommit att uppfattas som en separat gudinnegestalt.
Genom handelskontakter mellan Egypten och Levanten kom Qadesh (under namnformen Qetesh) att bli föremål för ett visst mått av kult även i Egypten. Hon avbildas i Egypten ibland med den egyptiske guden Min  och den västsemitiske guden Reshef, ibland som en synkretiserad hybrid med Anat och Astarte.